# Мата-Сетентриунал-Пернамбукана (микрорегион)

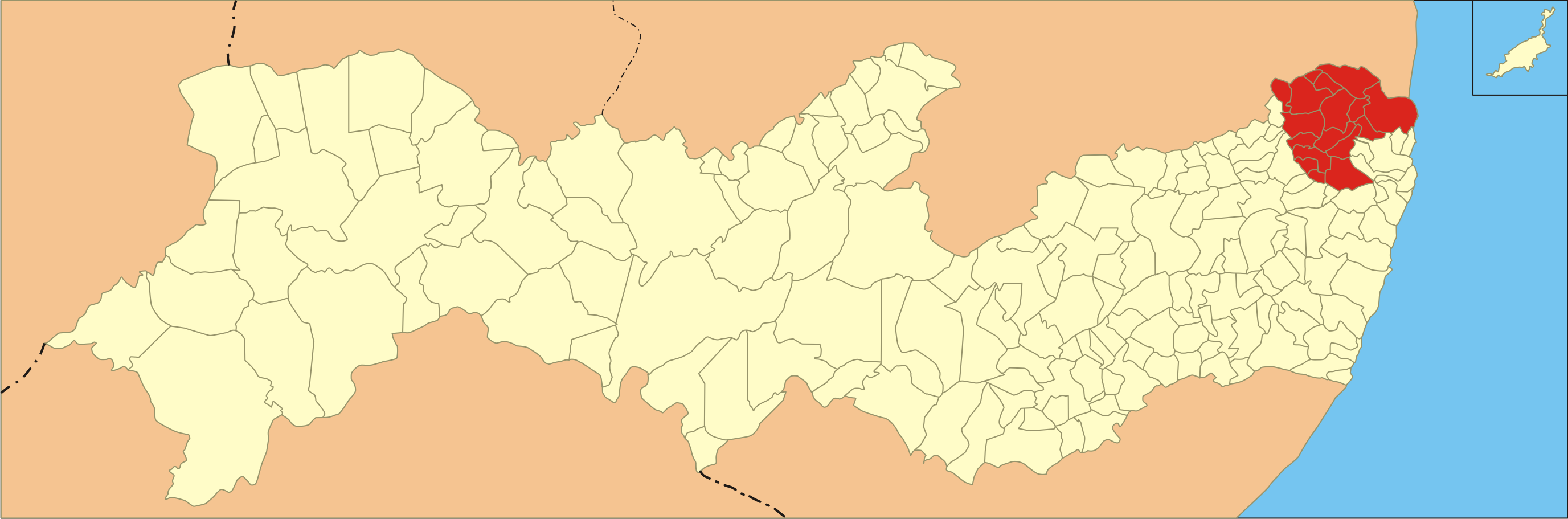
Мата-Сетентриунал-Пернамбукана на карте.

Мата-Сетентриунал-Пернамбукана (порт. Microrregião da Mata Setentrional Pernambucana) — микрорегион в Бразилии, входит в штат Пернамбуку. Составная часть мезорегиона Мата-Пернамбукана. Население составляет 	535 768	 человек (на 2010 год). Площадь — 	2938,995	 км². Плотность населения — 	182,30	 чел./км².

## Демография
Согласно сведениям, собранным в ходе переписи 2010 г. Национальным институтом географии и статистики (IBGE), население микрорегиона составляет:						
| Полное население                             | Полное население                             | Полное население                             | Полное население                             | 535 768 |
| -------------------------------------------- | -------------------------------------------- | -------------------------------------------- | -------------------------------------------- | ------- |
| в том числе:                                 | Городское население                          | 416 304                                      | Процент городского населения, %              | 77,70   |
|                                              | Сельское население                           | 119 464                                      | Процент сельского населения, %               | 22,30   |
|                                              | Мужское население                            | 260 913                                      | Процент мужского населения, %                | 48,70   |
|                                              | Женское население                            | 274 855                                      | Процент женского населения, %                | 51,30   |
| Плотность населения, чел/км²                 | Плотность населения, чел/км²                 | Плотность населения, чел/км²                 | Плотность населения, чел/км²                 | 182,30  |
| Население микрорегиона в % к населению штата | Население микрорегиона в % к населению штата | Население микрорегиона в % к населению штата | Население микрорегиона в % к населению штата | 6,09    |

## Состав микрорегиона
В составе микрорегиона  включены следующие муниципалитеты:
1. Алианса
2. Буэнус-Айрис
3. Камутанга
4. Карпина
5. Кондаду
6. Феррейрус
7. Гояна
8. Итамбе
9. Итакитинга
10. Лагоа-ди-Итаэнга
11. Лагоа-ду-Карру
12. Макапарана
13. Назаре-да-Мата
14. Паудалью
15. Тимбауба
16. Тракуньяэн
17. Висенсия